# 莫滕·博斯科夫
莫滕·博斯科夫（丹麥語：Morten Bødskov，1970年5月1日—），丹麥社會民主黨的政治人物及丹麥議會議員，出生於卡魯普。2022年2月至12月曾經擔任丹麥國防部長及丹麥稅務部長，現在的職務則是丹麥商務部長。